# La molinara
La molinara és una òpera en tres actes de Giovanni Paisiello, amb llibret de Giuseppe Palomba. S'estrenà al Teatro dei Fiorentini de Nàpols l'agost de 1788.